# Maria Bonnevie
Anna Maria Cecilia Bonnevie, född 26 september 1973 i Badelunda församling i Västerås kommun, Västmanlands län, är en svensk-norsk skådespelare. Hon är dotter till skådespelarna Per Waldvik och Jannik Bonnevie.

## Biografi

### Karriär
Bonnevie började med att ta danslektioner. När hon var 16 år inledde hon studierna i drama i Norge samtidigt som hon medverkade i filmproduktioner såsom Hrafn Gunnlaugssons Den vite vikingen och Ola Solums Isbjörnskungen. Efter studier i Danmark, som gjorde henne övertygad om att välja skådespelarbanan, fortsatte hon 1993 sin utbildning på Teaterhögskolan i Stockholm där hon utexaminerades 1997. Hon har haft roller och samarbeten i alla de tre nordiska länderna Norge, Sverige och Danmark.
År 2009 spelade hon rollen som drottning Maud av Norge i den norska TV-serien Harry & Charles.
Bonnevie har mottagit Amandaprisen två gånger, 2002 som årets kvinnliga skådespelare och 2019 för årets bästa biroll.

### Privatliv
Bonnevie är sedan 2006 sambo med den norska journalisten Fredrik Skavlan. Tillsammans har de tre barn. Hon hade tidigare en långvarig relation med Mikael Persbrandt.

## Teaterroller i urval
| År   | Roll                       | Produktion                                | Regi                 | Teater            |
| ---- | -------------------------- | ----------------------------------------- | -------------------- | ----------------- |
| 1996 | Lyckans följeslagare       | Spelet om lyckan och framtiden            |                      | Dramaten          |
| 1997 | Ylva-Li                    | Allrakäraste syster                       |                      | Dramaten          |
| 1997 | Anja                       | Körsbärsträdgården Anton Tjechov          | Peter Langdal        | Dramaten          |
| 1999 | Irina                      | Tre systrar Anton Tjechov                 |                      | Dramaten          |
| 2000 | Hedvig                     | Vildanden Henrik Ibsen                    | Stefan Larsson       | Dramaten          |
| 2000 | Helena                     | En midsommarnattsdröm William Shakespeare | John Caird           | Dramaten          |
| 2004 | Mathilda                   | Riddartornet Erik Johan Stagnelius        |                      | Dramaten          |
| 2004 | Margrete                   | Kungsämnena Henrik Ibsen                  | Alexander Mørk-Eidem | Dramaten          |
| 2005 | Fröken Julie               | Fröken Julie August Strindberg            | Thommy Berggren      | Dramaten          |
| 2008 | Agnes                      | Brand Henrik Ibsen                        | Calixto Bieito       | Nationaltheateret |
| 2009 | Eva                        | Höstsonaten Ingmar Bergman                | Stefan Larsson       | Dramaten          |
| 2011 | Hedda Tesman, f. Gabler,   | Hedda Gabler Henrik Ibsen                 | Eva Dahlman          | Dramaten          |
| 2015 | Renée, Markisinnan de Sade | Markisinnan de Sade Yukio Mishima         | Stefan Larsson       | Dramaten          |

## Filmografi i urval
- 1991 – Den vite vikingen
- 1996 – Jerusalem
- 1997 – Insomnia
- 1999 – Den 13:e krigaren
- 1999 – Tsatsiki, morsan och polisen
- 2001 – Syndare i sommarsol
- 2002 – Himmelfall
- 2002 – Jag är Dina
- 2003 – I am David
- 2003 – Veronica i Håkan Bråkan
- 2003 – Reconstruction
- 2003 – Mamma, pappa, barn
- 2004 – Hotet
- 2004 – Dag och natt
- 2005 – Tre solar
- 2007 – Förvisningen
- 2009 – Engelen
- 2011 – Thomas rum (kortfilm)
- 2014 – En andra chans
- 2018 – Unga Astrid
- 2018 – Fenix
- 2020 – En runda till
- 2021 – Exit (TV-serie)